# Meteorograf
Meteorograf (av grekiska meteoros, ”i luften befintlig” och grekiska grafein, ”skriva”), är en apparat, som samtidigt registrerar flera meteorologiska instrument.

## Historik
Angelo Secchi i Rom var den förste, som (1862) i en enda universalapparat förenade flera självregistrerande meteorologiska instrument, såsom barografen, termografen, eller den självregistrerande termometern, med flera. Efter detta hade flera till konstruktionen helt olika meteorografer blivit utförda, bland vilka A. G. Theorells intog ett framstående rum och i avseende på noggrannhet inte överträffades av någon annan. I Theorells äldre meteorografer angavs barometerns samt den torra och våta termometerns lägen genom små hål, som höggs in av knivar på ett pappersblad som var omlindat kring en mässingscylinder. Knivarnas rörelser reglerades av elektromagneter. Theorells apparater som utvecklades senare var tryckmeteorografer och registrerade inte bara barometern och två termometrar, utan även vindfana (vindens riktning) och anemometer, vilkas talvärden, jämte observationstiden, direkt skrevs in av apparaten på en emellan valsar löpande pappersremsa. Resultatet av varje iakttagelse upptog en enda rad på remsan, och registreringen skedde på en gång för alla instrumenten, sedan en serie vertikala hjul, på kanten försedda med siffertal, intagit sina rätta lägen. I denna nyare konstruktion hade för första gången försök gjorts att skilja registreringsmekanismen från de särskilda meteorologiska instrumenten. Uppdelning av apparaten medförde att varje särskilt instrument kunde placeras på den mest lämpliga platsen, till exempel termometern i det fria, barometern i ett rum, vindfanan och anemometern på ett torn och så vidare, medan den egentliga motorn och tryckapparaten fick sin plats i en för dess skötsel mest ändamålsenlig kammare. Den erforderliga förbindelsen emellan dessa skilda delar förmedlades elektriskt, och åstadkom alla rörelser i apparaten under de få minuter den var i gång för varje iakttagelse. Theorells meteorograf av äldre konstruktion begagnas länge vid Uppsala meteorologiska observatorium, där den oavbrutet var i verksamhet sedan augusti 1868. Även hans tryckmeteorograf användes i Uppsala, sedan 1874, och i Wien likaledes sedan samma år, varjämte fyra exemplar av detta dyrbara instrument, förfärdigade av instrumentmakaren P. M. Sörensen i Stockholm, efter uppfinnarens frånfälle. Från denna verkstad hade alla de theorellska meteorograferna utgått som 1885 avsändes till Brasilien för att på dess regerings bekostnad där uppsättas på olika ställen i landet.
Bland övriga meteorografer torde den som konstruerades av belgiern van Rysselbergh förtjäna särskilt omnämnande. Denna apparat lämnade iakttagelseresultaten inte som den theorellska i form av siffervärden, utan som kurvor på en metallcylinder, vilka utan några vidlyftiga processer kunde mångfaldigas i tryck.
En annan metod för självregistrering, som även lämpade sig för återgivande på ett och samma blad av flera instruments samtidiga stånd, är den i Kew och på flera andra stationer i England samt även annanstädes, använda fotografiska metoden, enligt vilken ett starkt ljus kastas på kvicksilverkolonnens övre yta i barometern och termometern, och en fotografisk bild skapas av dessa på ett för ljuskänsligt papper. Mest använda sedan 1890-talet är, på grund av sin lättskötthet och prisbillighet och det ringa utrymme de upptar, de av firman Eichard i Paris konstruerade meteorograferna, med aneroidbarometer, metalltermometer och hårhygrometer. Sådana små och lätta instrument, till stor del förfärdigade av aluminium, användes vid utforskande av de högre luftlagrens meteorologi. Vid de större aeronautiska observatorierna, till exempel L. Teisserenc de Borts i Trappes och R. Assmanns i Lindenberg, hade man egna instrumentmakare för tillverkning av dessa meteorografer.